# ناحیه عریمه
ناحیه عریمه (به عربی: ناحیة عریمة) یک ناحیه در سوریه است که در منطقه الباب واقع شده‌است. ناحیه عریمه ۳۲٬۰۴۱ نفر جمعیت دارد.